# 新界區專線小巴67A線
新界區專線小巴67A線是一條由棉記汽車旗下順威實業有限公司營運的一條香港小巴線，行走沙田碩門邨及沙田站之間。

## 簡介及歷史
- 2009年8月17日：路線投入服務，由鴻基專線小巴經營，以配合碩門邨落成入伙，取代67K於石門工業區的服務。[2]
- 由於營辦商鴻基專線小巴的掌控者袁氏家族早年處理合伙人關係不當，加上家族內部對各成員於公司內的權限有所爭拗，因此鴻基專線小巴近年多番捲入訴訟[3][4][5]。運輸署以該公司經營不善為由，決定收回該公司各條專綫小巴路線之經營權，並於2016年11月25日刊憲重新招標。[6]
- 2017年4月1日起：本線由棉記汽車轄下順威實業有限公司接辦，並加入「兩元乘車優惠」。[7] [8]。

## 服務時間及班次
- 每日碩門邨開：06:30-22:45，10-15分鐘一班
- 每日沙田站開：06:30-23:00，10-15分鐘一班

## 收費
全程：$4.6

## 行車路線
- 碩門邨開經：安明街、小瀝源路、大涌橋路、沙田鄉事會路及沙田車站圍。
- 沙田站開經：沙田車站圍、沙田鄉事會路、大涌橋路、安麗街、安群街、安耀街及安明街。

註：下表的「車站名稱」按鄰近地標或街道而定，並非小巴公司官方站名。
| 碩門邨開 | 碩門邨開       | 碩門邨開             | 沙田站開 | 沙田站開       | 沙田站開             |
| 序號     | 車站名稱       | 位置                 | 序號     | 車站名稱       | 位置                 |
| -------- | -------------- | -------------------- | -------- | -------------- | -------------------- |
| 1        | 碩門邨小巴總站 | 安明街               | 1        | 沙田站小巴總站 | 沙田站公共運輸交匯處 |
| 2        | 沙田第一城     | 大涌橋路             | 2        | 麗豪酒店       | 大涌橋路             |
| 3        | 富豪花園       | 大涌橋路             | 3        | 河畔花園       | 大涌橋路             |
| 4        | 麗豪酒店       | 大涌橋路             | 4        | 富豪花園       | 大涌橋路             |
| 5        | 河畔花園       | 大涌橋路             | 5        | 明星海鮮舫     | 大涌橋路             |
| 6        | 沙田站小巴總站 | 沙田站公共運輸交匯處 | 6        | 沙田第一城     | 大涌橋路             |
|          |                |                      | 7        | 利和利豐中心   | 安麗街               |
| 8        | 匯達大廈       | 安耀街               |          |                |                      |
| 9        | 碩門邨小巴總站 | 安明街               |          |                |                      |